# Deutsche Fußball-Amateurmeisterschaft 1985
Deutscher Fußball-Amateurmeister 1985 wurden die Amateure von Werder Bremen. Im Finale im Bremer Weserstadion siegten sie am 22. Juni 1985 mit 3:0 gegen den DSC Wanne-Eickel.

## Teilnehmende Mannschaften
Die Meister der acht Oberliga-Staffeln und der Zweite der Oberliga Nord aus der Saison 1984/85 spielten in einer Aufstiegsrunde die vier Aufsteiger für die 2. Bundesliga aus. Sieben Vizemeister und der Dritte der Oberliga Nord nahmen am Wettbewerb um die deutsche Amateurmeisterschaft teil.
| Mannschaften | Mannschaften             | Ligen Saison 1984/85       |
|              | Werder Bremen / Amateure | Oberliga Nord              |
|              | SC Charlottenburg        | Oberliga Berlin            |
|              | DSC Wanne-Eickel         | Oberliga Westfalen         |
|              | Schwarz-Weiß Essen       | Oberliga Nordrhein         |
|              | CSC 03 Kassel            | Oberliga Hessen            |
|              | 1. FSV Mainz 05          | Oberliga Südwest           |
|              | VfR Mannheim             | Oberliga Baden-Württemberg |
|              | FC Augsburg              | Bayernliga                 |

## 1. Runde
Hinspiele:  Mo 27.05.     Rückspiele:  Sa/So 1./2.06.
|                        | Gesamt |                  | Hinspiel | Rückspiel |
| ---------------------- | ------ | ---------------- | -------- | --------- |
| VfR Mannheim           | 4:3    | CSC 03 Kassel    | 3:1      | 1:2       |
| SC Charlottenburg      | 5:2    | FC Augsburg      | 2:1      | 3:1       |
| Schwarz-Weiß Essen     | 3:4    | DSC Wanne-Eickel | 1:1      | 2:3       |
| Werder Bremen Amateure | 5:2    | 1. FSV Mainz 05  | 2:1      | 3:1       |

## Halbfinale
Hinspiele: Sa/So 8./9.06.     Rückspiele: So 16.06.
|                   | Gesamt |                        | Hinspiel | Rückspiel |
| ----------------- | ------ | ---------------------- | -------- | --------- |
| SC Charlottenburg | 1:4    | DSC Wanne-Eickel       | 0:4      | 1:0       |
| VfR Mannheim      | 2:8    | Werder Bremen Amateure | 0:5      | 2:3       |

## Finale
| Werder Bremen Amateure                                       | Werder Bremen Amateure | DSC Wanne-Eickel | DSC Wanne-Eickel |
| ------------------------------------------------------------ | --- | --- | ---------------- |
| Werder Bremen Amateure                                       | \| Samstag, 22. Juni 1985 um 15:30 Uhr in Bremen (Weserstadion) \| \| Ergebnis: 3:0 (1:0) \| \| Zuschauer: 3.000 \| \| Schiedsrichter: Wolf-Rüdiger Umbach (Rottorf) \|                                                                               | \| Samstag, 22. Juni 1985 um 15:30 Uhr in Bremen (Weserstadion) \| \| Ergebnis: 3:0 (1:0) \| \| Zuschauer: 3.000 \| \| Schiedsrichter: Wolf-Rüdiger Umbach (Rottorf) \|                                                                                | DSC Wanne-Eickel |
| Werder Bremen Amateure                                       | Fred Kröger – Dirk Lellek – Gunnar Sauer, Axel Noruschat – Frank Klobke, Christoph Hanses (57. Thomas Wick), Uwe Dressler , Hartwig Gentzsch, Dieter Eilts – Carsten Herrmann (89. Claus Wachaczewsky), Frank Ordenewitz Cheftrainer: Karl-Heinz Kamp | Reinhard Biermann – Jürgen Wielert – Uwe Ptok, Karl-Heinz Timmler (78. Pietsch) – Peter Wieczorek, Gilbert Oesteroth, Roland Fiolka, Norbert Lücke, Detlef Mikolajczak (62. Thomas Stimm) – Norbert Rothe, Ralf Regenbogen Cheftrainer: Günter Luttrop | DSC Wanne-Eickel |
| Werder Bremen Amateure                                       | 1:0 Dirk Lellek (26.) 2:0 Frank Ordenewitz (74., Foulelfmeter) 3:0 Gunnar Sauer (90.) | | DSC Wanne-Eickel |
| Werder Bremen Amateure                                       | Dressler, Ordenewitz | Mikolajczak, Timmler | DSC Wanne-Eickel |
| Werder Bremen Amateure                                       | Zeitstrafen (10min): Klobke (66.), Dressler (67.) | Zeitstrafen (10min): Lücke (70.), Rothe (88.) | DSC Wanne-Eickel |
| Samstag, 22. Juni 1985 um 15:30 Uhr in Bremen (Weserstadion) | | |                  |
| Ergebnis: 3:0 (1:0)                                          | | |                  |
| Zuschauer: 3.000                                             | | |                  |
| Schiedsrichter: Wolf-Rüdiger Umbach (Rottorf)                | | |                  |